# 畠山義綱
畠山 義綱（はたけやま よしつな）は、能登国の戦国大名。能登畠山氏の第9代当主。

## 生涯

### 家督継承
第8代当主・畠山義続の子として生まれる。
天文21年（1551年）、父・義続が前年に起きた能登天文の内乱での責任を取って隠居したことで、義綱は家督を譲られ継承した。しかし、義綱政権の初期では、義続が後見人となっていたため、義綱の主体的な行動は弘治元年（1555年）まであまりみられない。

### 大名専制支配の確立
弘治元年（1555年）、重臣たちの政治合議組織で大名権力を傀儡化させた「畠山七人衆」を崩壊させるため、中心人物である温井総貞を義続・義綱父子らは暗殺した。この暗殺事件をきっかけに温井氏と、温井氏と親しい三宅氏が加賀一向一揆を味方につけ大規模な反乱を起こし、一時は外浦を占領された（弘治の内乱）。しかし、この内乱も永禄3年（1560年）頃までには義綱方が鎮圧した。この内乱の過程で義綱方は士気が高まり、大名専制支配を確立した。
この内乱が終息した永禄3年（1560年）から永禄9年（1566年）の時期は、末期の能登畠山家にしては安定した時期と言える。能登国内での家臣たちの戦争や内乱は起こらなかった。また、将軍家への贈答を永禄4年（1561年）に再開したり、気多社の造営を朝廷の許可を得て実行している。さらに、永禄5年（1562年）には上杉謙信に攻められた神保長職に仲介を頼まれ争いを調停し合意させるなど、外交活動が活発化している。また、同じ年には正親町天皇の勅許を奉じて能登一宮の再建にあたり、自らも朝廷や幕府を介して銭7千疋という多額の寄進を行っている。

### 永禄九年の政変とその後
しかし、義綱中心の大名専制支配に反発した長続連、遊佐続光、八代俊盛などの重臣が永禄9年（1566年）にクーデターを起こして義続・義綱父子らを追放した（永禄九年の政変）。このため、義綱らは縁戚関係にあった六角氏の領地である近江国坂本に亡命した。
永禄11年（1568年）7月7日から10月26日の間に､義綱から義胤に改名をしている（『自養録紙背文書』）。
能登奪回を目指す義綱らは、六角氏の支援と上杉謙信や神保長職らの連携により、永禄11年（1568年）に能登に侵攻したが、失敗して敗退した。その後も復権するために画策するが叶わなかった。
当主の地位を奪回すべく奔走していた永禄9年から同12年にかけて、医道奥儀相伝を基礎とする義綱と曲直瀬道三の交流が確認される。この背景には能登畠山氏の歴代当主が文化を尊び、医道に深い関心を持っていたことと、義綱が中風の治療を希望していたことが挙げられる。
後に豊臣秀吉の家臣になったという史料もあるが定かではない。義綱は文禄2年12月21日に近江国伊香郡（余呉町）の余吾浦で死去した。

## 人物・逸話
- 北陸の能登という地方でありながら、六角義賢や足利義昭とも交遊があり、中央の政権にも関わっていた。
- 永禄九年の政変後に一時、「義胤」（よしたね）と改名したが、数年で元の「義綱」に名を戻している。また、近江坂本に同行した側近の富来綱盛（とぎ つなもり）はこれに倣って富来胤盛（- たねもり）と改名している[4]。
- 『長家家譜』などの後世に書かれた書物には「義則」（よしのり）と記されることが多いが、古文書などの良質な一次史料に「義則」の名は見えない。
- 花押は、祖父・畠山義総に非常に似ているものを書いている。
- 近臣に飯川光誠がいる。義綱政権にあっては年寄衆を務め義綱を補佐し、近江に亡命した後は、義綱のために外交などで常に一線で活躍している。
- 二人の息子である畠山義慶・畠山義隆は、傀儡君主として重臣たちに擁立され、そのうえ父より早く死去した。

## 参考論文
- 東四柳史明「畠山義綱考」『国史学』88号、1972年。
- 宮本義己「畠山義綱と医道伝授（一）」『日本医史学雑誌』18巻4号、1972年。
- 宮本義己「畠山義綱と医道伝授（二）」『日本医史学雑誌』19巻1号、1973年。
- 『新修七尾市史14 通史編1 原始・古代・中世』2011年3月。